# 권의준
권의준(權儀俊, 1918년 1월 13일 ~ )은 대한민국의 기업인, 정치인으로 대한민국 제 4대, 5대 국회의원 선거 (강원도 제 4선거구/ 민주당), 제 6대 국회의원 선거 (강원도 제1지역구/ 자유민주당) 출마하였으며, 춘천 도서관장을 역임하였다.